# Rádfalva
Rádfalva ist eine ungarische Gemeinde im Kreis Siklós im Komitat Baranya.

## Geografische Lage
Rádfalva liegt 25 Kilometer südwestlich des Komitatssitzes Pécs und 13,5 Kilometer westlich der Kreisstadt Siklós. Nachbargemeinden sind Hegyszentmárton, Diósviszló, Drávaszerdahely, Drávacsepely, Drávapiski und Kórós.

## Geschichte
Rádfalva wurde 1077 erstmals urkundlich erwähnt. Im Jahr 1913 gab es in der damaligen Kleingemeinde 108 Häuser und 578 Einwohner auf einer Fläche von 2212  Katastraljochen. Sie gehörte zu dieser Zeit zum Bezirk Siklós im Komitat Baranya.

## Sehenswürdigkeiten
- Reformierte Kirche, erbaut 1840 im klassizistischen Stil

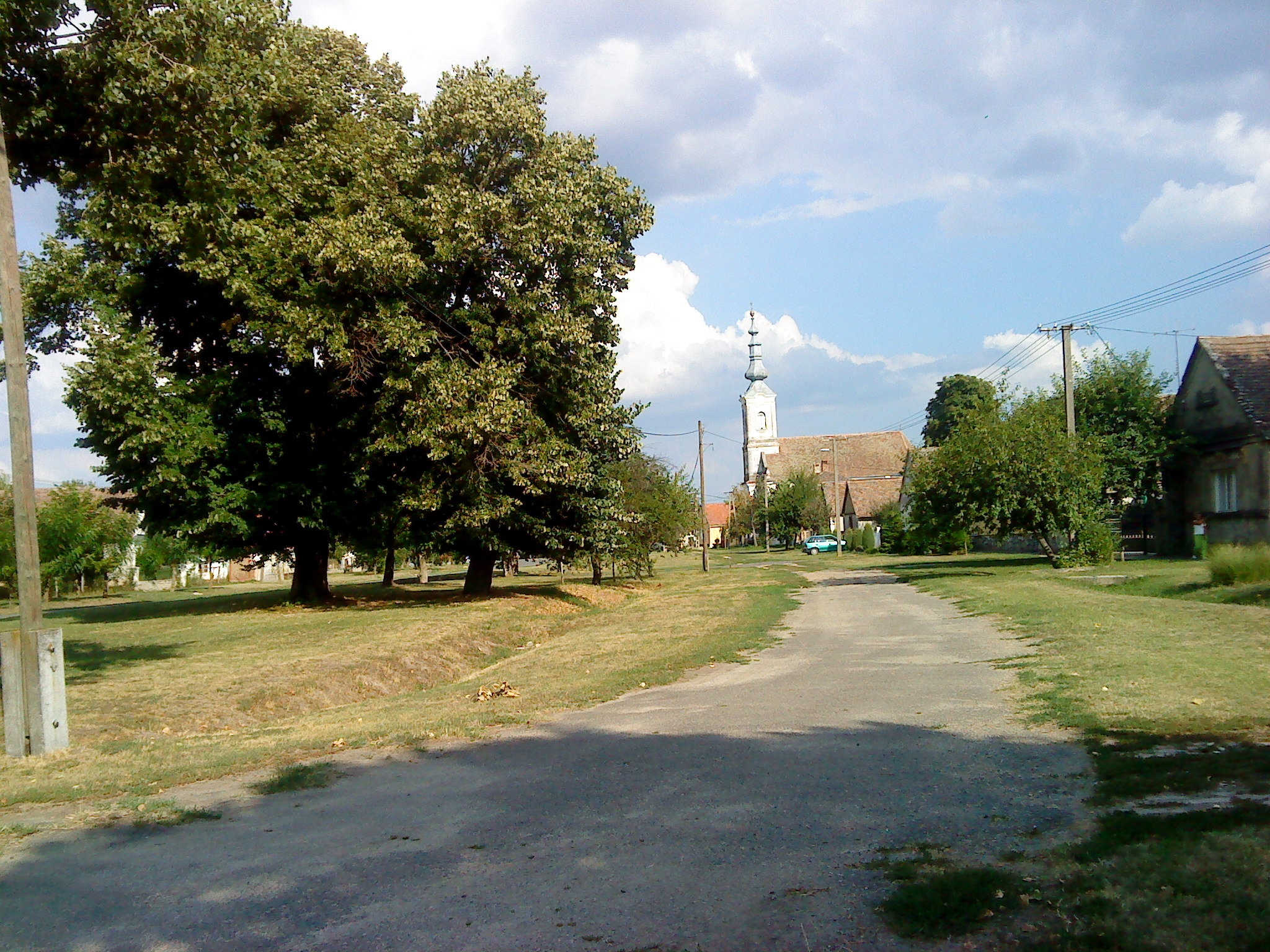
Blick auf die reformierte Kirche Rádfalva
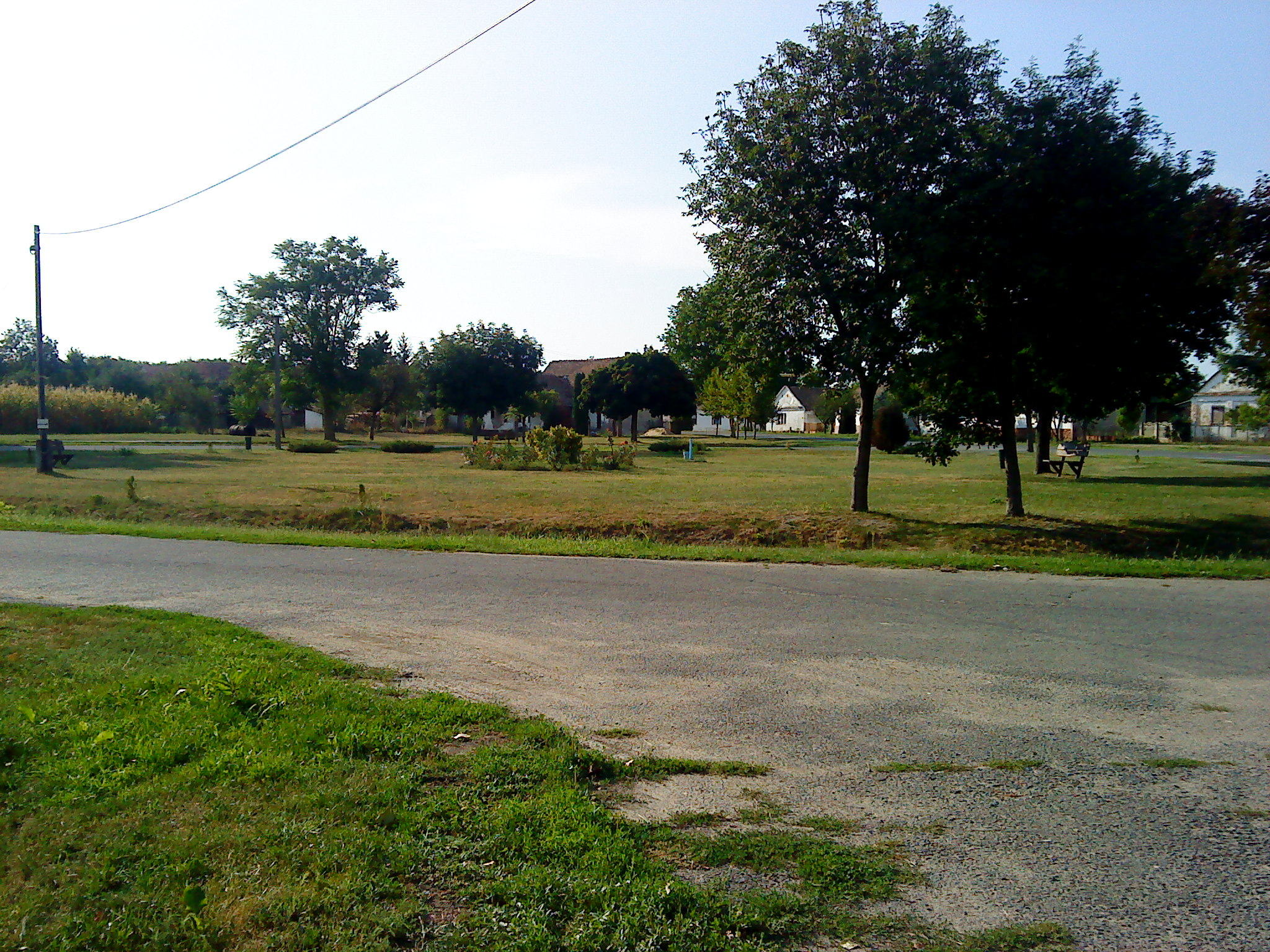
Hauptplatz (főtér)

## Verkehr
Durch Rádfalva verläuft die Nebenstraße Nr. 58117. Es bestehen Busverbindungen über Harkány nach Siklós. Die nächstgelegenen Bahnhöfe befinden sich in Sellye, Pécs und Villány.